# Eugène de Mirecourt
Eugène de Mirecourt, nato Charles Jean-Baptiste Jacquot (Mirecourt, 19 novembre 1812 – Parigi, 13 febbraio 1880), è stato un giornalista e scrittore francese noto esponente del Romanticismo francese. Di educazione cristiana, rifiutò di diventare sacerdote, preferendo lo studio delle Lettere in una scuola di Chartres. Esordì come giornalista e autore di novelle a Parigi utilizzando lo pseudonimo Eugène de Mirecourt..
Conobbe Alexandre Dumas e Auguste Maquet, il cui lavoro fu raccontato in Fabrique de Romans: Maison Alexandre Dumas & Cie, fabrique de romans nel 1845. Per questo dovette scontare sei mesi di carcere e pagare un'ammenda.
Scrisse contro numerosi ed importanti autori suoi contemporanei: Jean-Marie de La Mennais, George Sand, Jules Janin, Pierre-Joseph Proudhon, Émile de Girardin, Louis Veuillot, Édouard Millaud. La maggior parte delle sue critiche contro questi autori sono contenute nella raccolta Galerie des Contemporains, che, pubblicata dal 1854, registrò un centinaio di biografie. Stimava molto, invece, Victor Hugo per talento, correttezza e stile eccellente e sodo.
Negli ultimi anni della sua vita, peraltro riuscendo a farsi credere morto all'estero (alcuni biografi lo segnalarano, infatti, deceduto ad Haiti e a San Pietroburgo), si fece sacerdote.
Nonostante la grande fama presso i contemporanei e l'opera di Théodore de Banville, Le Mirecourt, a lui dedicata, il pensiero e l'opera di Mirecourt sono ormai caduti nell'oblio.